# Берёзовка (верхний приток Летки)
Берёзовка — река в России, протекает в Мурашинском районе Кировской области и Прилузском районе Республики Коми. Устье реки находится в 112 км по правому берегу реки Летка. Длина реки составляет 10 км.
Исток реки в лесах в Кировской области близ границы с Республикой Коми в 10 км к юго-западу от села Гурьевка и в 28 км к юго-востоку от города Мураши. Рядом с истоком Берёзовки находится исток реки Средняя Зимняя, здесь проходит водораздел Летки и Великой. Река течёт на северо-восток, протекает границу Кировской области и Республики Коми. Верхнее и среднее течение проходят по ненаселённому лесу. Впадает в Летку у сёл Гурьевка и Берёзовка, разделяя их.

## Данные водного реестра
По данным государственного водного реестра России относится к Камскому бассейновому округу, водохозяйственный участок реки — Вятка от истока до города Киров, без реки Чепца, речной подбассейн реки — Вятка. Речной бассейн реки — Кама.
По данным геоинформационной системы водохозяйственного районирования территории РФ, подготовленной Федеральным агентством водных ресурсов:
- Код водного объекта в государственном водном реестре — 10010300212111100031785
- Код по гидрологической изученности (ГИ) — 111103178
- Код бассейна — 10.01.03.002
- Номер тома по ГИ — 11
- Выпуск по ГИ — 1